# Улица Гоголя (Павловск)
Улица Го́голя — улица в городе Павловске (Пушкинский район Санкт-Петербурга). Проходит от 2-й Краснофлотской улицы до улицы Дзержинского.
Наименована в 1960-х годах в честь писателя Николая Васильевича Гоголя. Гоголь жил в Павловске в 1830-х годах летом.